# 国税局
国税局（こくぜいきょく、英: Regional Taxation Bureaus）とは、財務省の外局である国税庁の地方支分部局。

## 所管業務
税務署を全国のブロックごとに分けて税務署の管理・監察及び税務署では対処出来ない大口の法人及び個人の税務調査等を行う組織である。

### 査察部 （東京・名古屋・大阪国税局のみ）・調査査察部の査察担当課
税務署では取り扱えない悪質な脱税事案については、この部が強制調査を行うことができる。裁判所からの令状に基づきまたは国税犯則取締法により「収税官吏章」を用いて強制調査を行い、検察に脱税犯人として告発する事務を行う。映画「マルサの女」で一躍有名になったが、元々「マルサ」とは国税局における隠語であった。国税査察官を3年務めると副検事選考試験の受験資格が与えられる。

### 課税部
個人及び資本金が1億円未満の法人の税務調査や、管轄する税務署の課税部門系統を指揮監督する部署。税務署が所轄する個人・法人を調査対象とするため、通常は税務署の特別調査担当などと共同で調査に当たる。国税局によっては第一部と第二部に分かれて設置されている。

#### 課税総括課
課税部全体の基本方針の決定及び課税部各課の所掌事務・施策等についての総合調整を担当。また、資料情報の事務及び大口困難事案の調査等に関する事務の企画・立案、指導及び監督を担当。東京国税局では、平成20年７月から統括国税実査官（情報担当）の設置により、情報班（各種情報の集約・分析・調査情報の提供など）及び調査企画支援班（大口困難事案の調査等に関する事務の企画、立案及び調査支援業務）の業務を移管した。

#### 資料調査課
部内隠語では「リョウチョウ」や「コメ（料のへんから）」、「ミニマルサ」と呼ばれている。査察部と違って任意調査を行う課税部の部署である。ただし、任意調査といっても、各税法に定められた質問検査権には質問に対する不答弁などについて厳しい罰則規定があるので、調査を受けるかどうかの任意という意味ではない。間接強制調査という位置付けで、査察が行なう強制調査に対する任意調査という意味。国税組織においては、機動的調査に関しては資料調査課の職員が最も税務調査が上手いと高評価を得ている。1回の調査に20人から50人を集中的に投入して短期間で調査を終結させるのが特長。不正濃厚の納税者をターゲットにしており、厳格な調査を行っている。大口、悪質、宗教、広域、国際、富裕層、有名人などが調査対象のキーワード。査察部が証拠不十分で調査できない案件にも果敢に取り組んでいる。職員1人当たりの増差所得は査察部の5～10倍程度といわれている。しかし、任意調査の限界を探りながら調査をしているので、調査中のトラブルが絶えない。

#### 統括国税実査官（情報担当）
2008年7月から、東京国税局などの主要都市局・課税一部に設置。これまでの資料情報（インフォメーション）ではなく、資料情報を基に多角的な視野で調査企画を行う課税部初の「インテリジェンス」部署である。国税の全ての情報が集約され、調査企画をするだけでなく、幹部の特命案件を取り扱うことから国税版CIAのような存在である。査察部情報班に類似した機能を有する。現在の組織は、課税総括課情報班及び調査企画支援班を統合の上、独立させたもの。国税部内で最も厚いベールに包まれたセクションである。

#### 統括国税実査官（電子商取引担当）
2000年2月に東京国税局に創設された、電子商取引専門調査チーム（通称：サイバー税務署またはPROTECT（PROfessional Team for E-Commerse Taxation））が前身。課税一部に設置されている。電子商取引に関する調査手法の開発や情報収集を任務とする。創設時は、インターネット関連事案での調査功績や部内で有効な研修資料を作成するなど脚光を浴びたが、最近は手がける事案が小粒で、どちらかというと地味な存在となっている。

### 調査部
それぞれの国税局管内に本店所在地を置く大規模法人（主に資本金1億円以上の大手～中堅法人）の税務調査を専門に行う部署。国税局によって多少、名称が異なる場合がある。

## その他の業務

### 酒類鑑評会
管轄する地区の酒造会社が出品する酒類鑑評会や、一般の参加者向けのきき酒会を各国税局で開催している。

### 税理士試験
国税審議会が行う税理士試験関連の事務を行っている。試験は8月に行われ、12月に試験結果が発表される。

## 全国の国税局
11の国税局・1国税事務所で構成される。
- 札幌国税局
- 仙台国税局
- 関東信越国税局
- 東京国税局
- 金沢国税局
- 名古屋国税局
- 大阪国税局
- 広島国税局
- 高松国税局
- 福岡国税局
- 熊本国税局
- 沖縄国税事務所